# Villavicencio-Zwergbuntbarsch
Der Villavicencio-Zwergbuntbarsch (Apistogramma macmasteri), auch Macmasteri genannt, ist eine Art aus der Familie der Buntbarsche. Sie zählen heute zu den Arten, die häufig in Aquarien gehalten werden.

## Erscheinungsbild

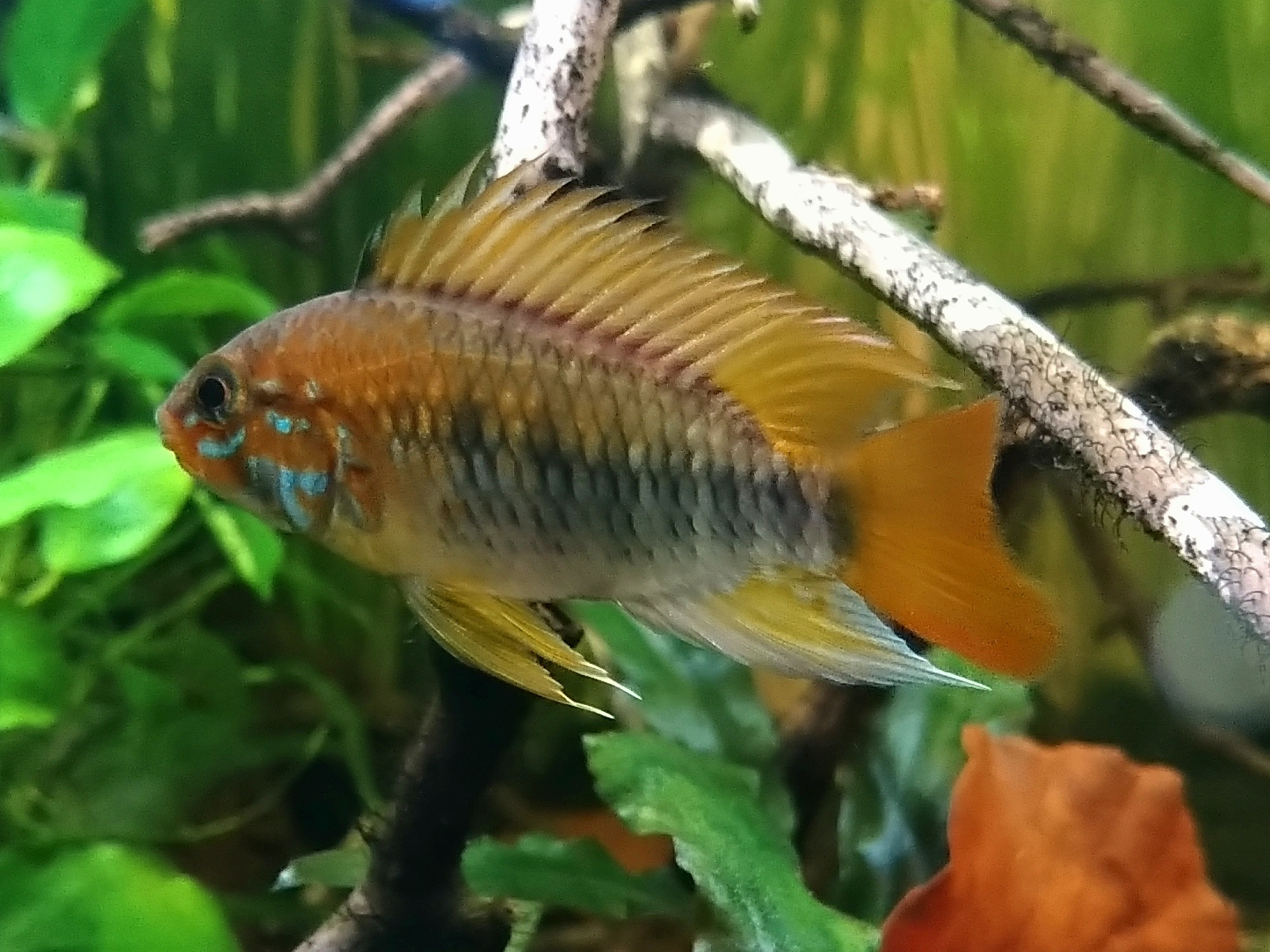

Ausgewachsene Männchen sind hochrückig und erreichen eine Körperlänge von acht bis neun Zentimetern. Die Weibchen bleiben – wie es für viele Apistogramma-Arten typisch ist – deutlich kleiner. Sie sind im ausgewachsenen Stadium etwa sechs Zentimeter lang. In ihrer Färbung sind die Fische sehr variabel. Zu den kennzeichnenden Merkmalen gehört der hochrückige Körper und die bei Männchen besonders hohe Rückenflosse mit kräftig verlängerten Flossenhäuten.

## Verbreitungsgebiet und Lebensraum
Wie für Apistogramma-Arten typisch ist das Verbreitungsgebiet dieser Fischart sehr klein. Bis jetzt wurden die Fische nur in Kolumbien in der Nähe der am Fuß der Anden liegenden Stadt Villavicencio gefunden.
In diesem Verbreitungsgebiet sind die Fische nur in Zonen mit sehr niedrigem Wasserstand zu finden. Jungfische wurden in Regionen gefunden, in denen der Wasserstand nur ein bis zwei Zentimeter betrugen. Typisch für diesen Lebensraum sind Laubblätter, die am Gewässergrund liegen, und ein dichter Bestand an Pflanzen, zwischen denen sich die Fische verstecken.

## Fortpflanzung
Die Fische sind Versteckbrüter, die ihren Laich bevorzugt in Höhlen unter Steinen oder an der Unterseite von Blättern ablegen. Das Weibchen betreut die Brut, während das Männchen das Revier verteidigt.

## Aquaristik

### Haltung und Pflege
Der Villavicencio-Zwergbuntbarsch soll in dicht bepflanzten Aquarien mit Verstecken und Höhlen aus Stein, Ton oder Wurzeln gehalten werden. Eine abwechslungsreiche Fütterung mit Lebendfutter ist empfehlenswert, da die Tiere kaum Trockenfutter fressen. Bestimmte Trockenfutter nimmt diese Art ganz gern. Dabei handelt es sich um spezielles Cichlidenfutter.

### Rechtsvorschrift in Österreich
In Österreich sind die Mindestanforderungen zur Haltung von Fischen in der Verordnung 486 im §7 und deren Anlage 5 definiert. Siehe dazu auch den Wikipedia-Eintrag Zierfische.
Speziell für Macmasteri gilt zusätzlich: Die Fische müssen im Harem gehalten werden, das heißt ein Männchen mit mehreren Weibchen. Außerdem sind folgende Grenzwerte einzuhalten:
|                                  | Wert         | Anmerkung                         |
| -------------------------------- | ------------ | --------------------------------- |
| Mindestgröße des Aquariums       | 60 × 30 × 30 | Länge × Breite × Höhe in [cm]     |
| Bereich für die Wassertemperatur | 23 – 30      | Grad Celsius [°C]                 |
| Bereich für die Wasserhärte      | 0 – 15       | Grad deutscher Gesamthärte [⁰dGH] |
| Bereich pH-Wert                  | 5,0 – 8,0    | Säuregrad                         |
| Maximalwert Nitrat               | 50           | [mg/l]                            |